# Sebastian Edathy

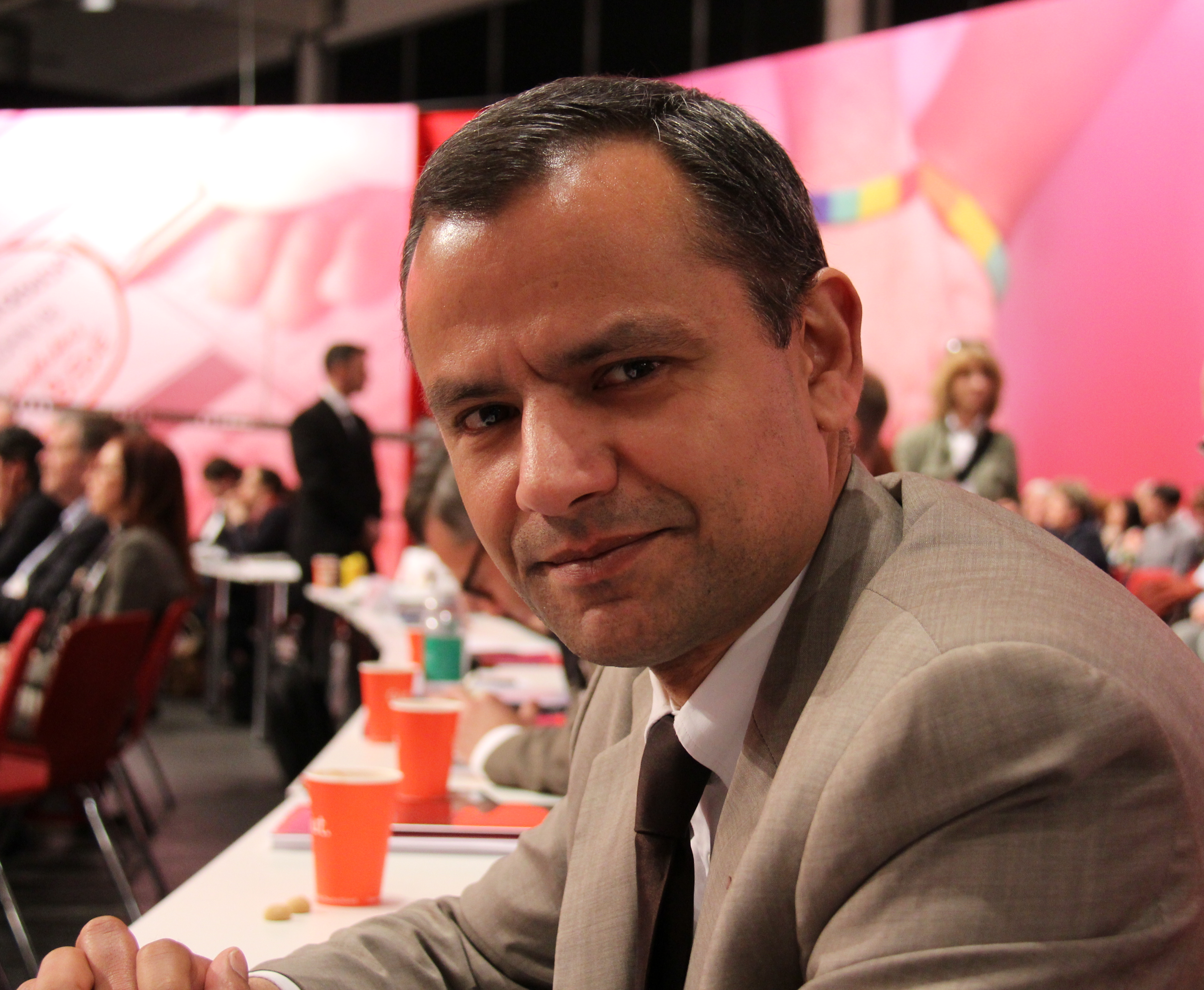
Edathy, 2013

Sebastian Edathy (ook Sebastian Edathiparambil) (Hannover, 5 september 1969) is een voormalig Duits politicus van de Sozialdemokratische Partei Deutschlands (SPD). Hij was lid van de Bondsdag-fractie van de SPD.
Edathy werd geboren als zoon van een luthers dominee uit Kerala in India en een Duitse moeder. Hij studeerde sociologie en taalwetenschappen aan de Leibniz-Universiteit Hannover. Vanaf 1998 was Edathy lid van de Duitse Bondsdag. Hier was hij van 2005 tot 2009 voorzitter van de kamercommissie voor binnenlandse zaken. Van 2009 tot 2013 was hij lid van de kamercommissie voor justitie. Sinds 2012 leidde hij het kameronderzoek naar de neonazistische terreurbeweging Nationalsozialistischer Untergrund (NSU). Op 7 februari 2014 trad hij om gezondheidsredenen af als lid van de Bondsdag. Naar later bleek werd Edathy verdacht van het bezit van kinderporno. Omdat Hans-Peter Friedrich als minister van binnenlandse zaken de SPD getipt had over het onderzoek naar Edathy moest Friedrich op 14 februari 2014 aftreden als minister.